# Agriocnemis clauseni
Agriocnemis clauseni е вид водно конче от семейство Coenagrionidae. Видът е незастрашен от изчезване.

## Разпространение
Разпространен е в Бангладеш, Бутан, Индия (Аруначал Прадеш, Асам, Западна Бенгалия, Мегхалая, Пенджаб и Утаракханд), Мианмар, Непал и Тайланд.